# Тенюх Ігор Йосипович
Ігор Йосипович Тенюх (нар. 23 травня 1958, Стрий, Львівська область, Українська РСР) — український флотоводець та політик, адмірал України (з квітня 2010) у відставці, командувач ВМС України (березень 2006 — березень 2010), член ВО «Свобода» (з 2012). З 27 лютого по 25 березня 2014 виконував обов'язки міністра оборони України.

## Життєпис
- У 1982 завершив навчання у Ленінградському вищому військово-морському училищі імені М. В. Фрунзе.
- З 1982 — командир мінно-торпедної бойової частини корабля ВМФ СРСР.
- У 1983–1991 — командир рейдового тральщика, командир перегінного екіпажу, старший помічник командира морського тральщика, командир морського тральщика, начальник відділу зберігання озброєння і техніки бази мінного та протичовнового озброєння ВМФ СРСР.
- У 1990–1994 — депутат Севастопольської міськради.
- У 1994 завершив навчання у в Інституті іноземних мов Міністерства оборони США (м. Монтерей).
- У 1991–1995 — старший офіцер відділу забезпечення бойових дій управління ВМС Міністерства оборони України, начальник відділу напрямків управління ВМС Головного штабу ЗС України, начальник відділу напрямків Головного оперативного управління Генштабу ЗС України.
- У 1997 — завершив навчання у Академії Збройних Сил України на факультеті підготовки фахівців оперативно-стратегічного рівня.
- У 1997–2005 — командир 1-ї бригади надводних кораблів, керівник організаційної групи з формування ескадри різнорідних сил, командир ескадри різнорідних сил ВМС України. Активний учасник Помаранчевої революції.
- Виконувач обов'язків командувача Спільної чорноморської групи військово-морської співпраці «BlackSeaFOR» (2002).
- З листопада 2004 до січня 2005 — член Комітету національного порятунку.
- З листопада 2005 — заступник начальника Генштабу ЗС України.
- Від червня 2006 — віцеадмірал[3].
- Від березня 2006 до березня 2010 — командувач ВМС України[4][5].
- Від 2008 — адмірал[6].
- В квітні 2010 звільнений Президентом України Віктор Янукович з військової служби[7].
- З 27 лютого 2014 до 25 березня 2014 — виконувач обов'язків Міністра оборони України в уряді Арсенія Яценюка[8][9]. Рішення про відставку було прийняте після критики в ефірі «1+1», висловленої майором Олексієм Нікіфоровим, заступником командира керченського батальйону морської піхоти.

## Родина
Одружений, має двох доньок.

## Нагороди
- Орден «За заслуги» III ст. (20 серпня 2007).[10]
- Медаль «За військову службу Україні» (23 листопада 1998).[11]
- Відзнаки Міністерства оборони України — «Знак пошани», «Ветеран військової служби», медалі «10 років Збройним Силам України», «15 років Збройним Силам України», пам'ятний знак «5 років Збройним Силам України».